# Christophe Diedhiou
Christophe Diedhiou (Rufisque, 8 gennaio 1988) è un calciatore senegalese, difensore del Lusitanos Saint-Maur.

## Caratteristiche tecniche
È un difensore centrale.

## Carriera

### Nazionale
Il 31 maggio 2014 ha debuttato con la nazionale senegalese nel corso del match pareggiato 2-2 contro la Colombia.